# Dau (vaixell)

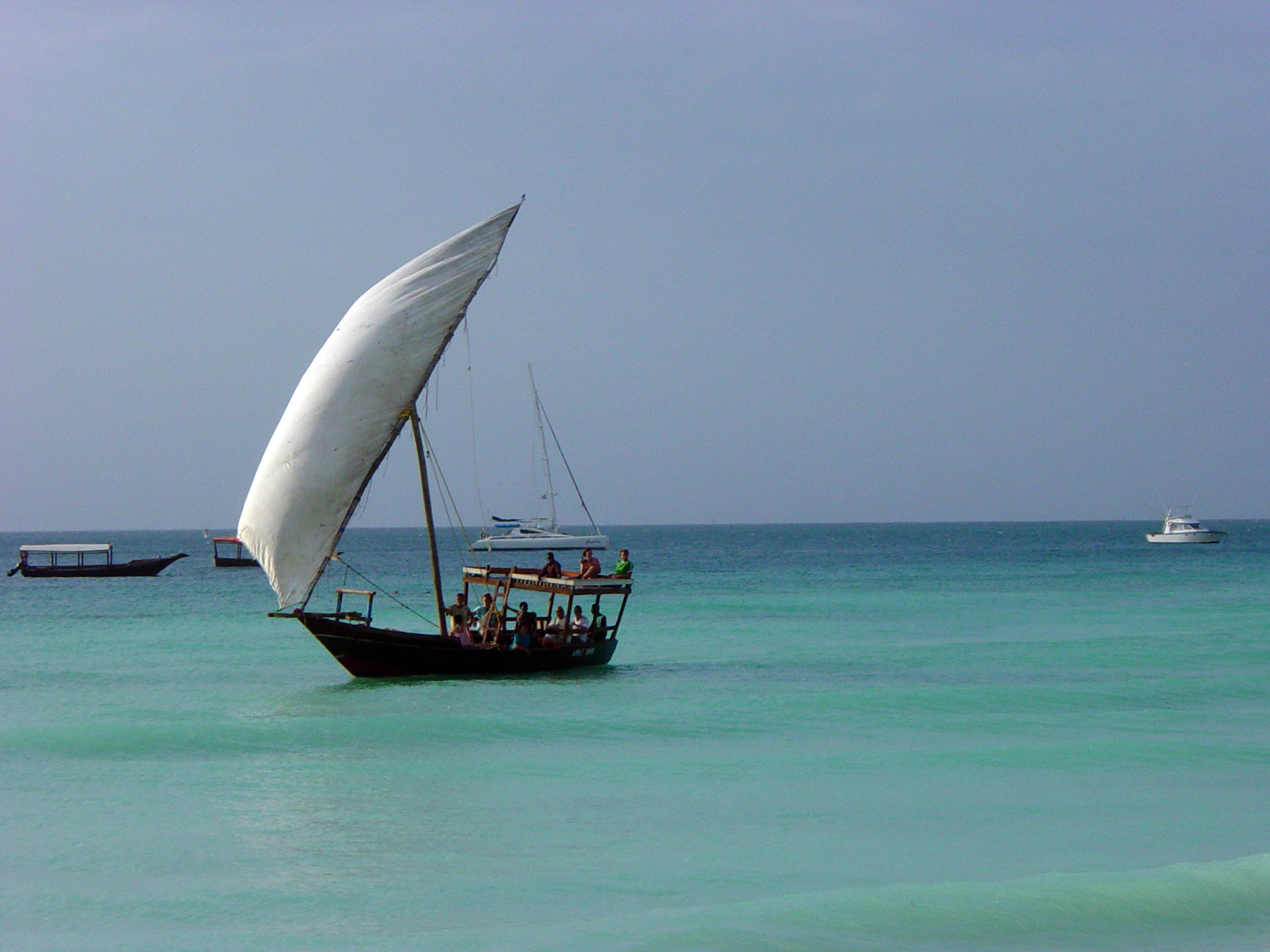
Un dau prop de Dar es Salaam (Tanzània)

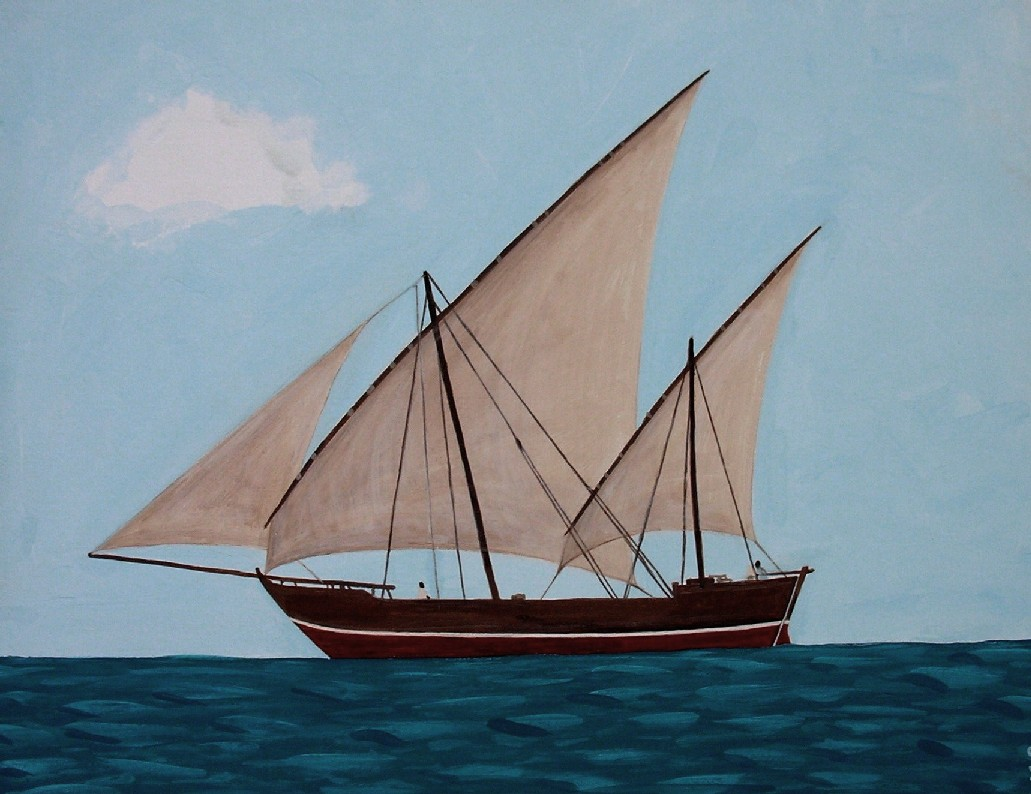
Un boum navegant

Un dau (de l'àrab, داو, dāw, habitualment conegut amb la transcripció anglicitzant dhow) és un vaixell de vela tradicional dels països àrabs amb una o més veles llatines. Tradicionalment s'ha utilitzat a l'oceà Índic, sobretot al llarg de la costa de la península Aràbiga, el Pakistan, l'Índia i l'Àfrica oriental.

## Característiques
Els daus més grans poden arriben a tenir una trentena de tripulants, mentre que als més petits i usuals n'hi caben una dotzena. Són més grans que les faluques, una altra mena d'embarcació àrab d'ús habitual en rius i llacs a Egipte, el Sudan i l'Iraq.
Per a la navegació, els mariners dels daus s'orientaven amb les estrelles gràcies a l'instrument tradicional anomenat kamal, que determina la latitud a través de l'angle format entre l'Estrella Polar i l'horitzó.

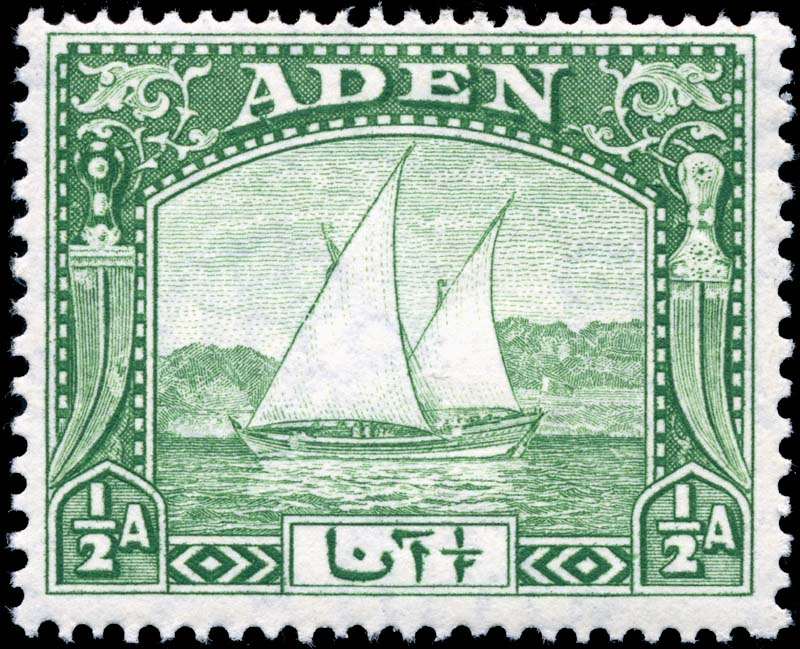
Segell d'Aden del 1937 amb la representació d'un dau

Fins als anys seixanta, els daus feien les travessies comercials entre el golf Pèrsic i l'Àfrica Oriental amb les veles com a únic mitjà de propulsió. La càrrega que acostumaven a portar era formada per dàtils i peix en el viatge cap a l'Àfrica, i fusta de manglar cap als països del Golf. Sovint navegaven en direcció sud durant el monsó a l'hivern o al començament de la primavera, i tornaven a Aràbia al final de la primavera o al començament de l'estiu.
Es coneix amb el nom de dau, doncs, el vaixell petit, de factura tradicional, encarregat del comerç marítim a la regió de la mar Roja, el golf Pèrsic i l'oceà Índic des de Madagascar fins al golf de Bengala. Es tracta d'embarcacions de 300 a 500 tones de pes, amb un buc llarg i estret.

## Tipus dedaus
També hi ha una família d'antics vaixells àrabs de vela llatina, coneguts amb diversos noms (sambuk, baggala, ghanja, zaruq) segons la forma i la mesura. Cal destacar:
- Ghanja, gran embarcació amb la roda de proa corbada i un codast inclinat i amb la fusta adornada amb gravats.
- Baghla, el tradicional dau per navegar a mar obert.
- Battil, caracteritzat per una llarga roda de proa que culmina en un cap de mort en forma de garrot.
- Badan, barca de poc calat per a aigües poc fondes.
- Boum, dau amb popa afuada i estructura més simètrica.[2]